# Tauves
Tauves település Franciaországban, Puy-de-Dôme megyében. Lakosainak száma 700 fő (2022. január 1.). Tauves Avèze, Bagnols, Larodde, La Tour-d’Auvergne, Saint-Sauves-d’Auvergne és Singles községekkel határos.

## Népesség
A település népessége az elmúlt években az alábbi módon változott:
| Lakosok száma | 787  | 795  | 801  | 780  | 772  | 766  | 719  | 715  | 700  |
|               | 2013 | 2015 | 2016 | 2017 | 2018 | 2019 | 2020 | 2021 | 2022 |